# BBC Books
BBC Books (aussi connu sous le nom de BBC Publishing) est une maison d'édition dont Penguin Random House est, depuis 2006, l'actionnaire principal par l'intermédiaire de sa division Ebury Publishing. L'actionnaire minoritaire est BBC Worldwide, la filiale commerciale de la British Broadcasting Corporation. Cette maison d'édition est en activité depuis les années 1980.